# Nightfever
Nightfever é uma noite de oração e parte da iniciativa Nightfever que está enraizada na Igreja Católica. O objetivo é ajudar aqueles que estão longe da Igreja a encontrar Deus e a experimentar Seu amor e misericórdia.
Os eventos Nightfever acontecem em mais de 80 cidades na Europa, América do Norte e do Sul, e Austrália, e é especialmente centrado na Alemanha, onde começou após a 20ª Jornada Mundial da Juventude em Colônia. Para celebrar o Nightfever, é necessário ser treinado pela equipe internacional Nightfever para receber a permissão.

## História
Nightfever foi fundada pelos alunos Katharina Fassler-Maloney, membro da Comunidade Emmanuel, e Andreas Süß, então seminarista e hoje sacerdote. Depois da Jornada Mundial da Juventude de 2005 em Colônia, a dupla pensou: "Este não pode ser o fim. Esta grande vibração/espírito da JMJ tem que continuar no nosso dia-a-dia…!"  Apenas um evento foi planejado originalmente, mas devido ao seu sucesso, ele foi continuado e depois se espalhou pela Alemanha, Europa e além. A primeira Nightfever na América do Norte foi realizada em Halifax, Nova Scotia, em 2012.
Nas noites de sábado, os voluntários ficam nas ruas perto de bares, teatros e festas nos centros das cidades.  Eles se aproximam de estranhos e dizem coisas como "Ei, quer uma vela? Estamos orando pela paz." Se o transeunte concorda, ele é bem-vindo na igreja, ou o voluntário os leva até a igreja próxima onde o evento está acontecendo. Os participantes são convidados a acender suas velas e sair, ou ficar e orar pelo tempo que desejarem. Quando eles partem, "suas velas acendem como um símbolo de suas preocupações e pensamentos".
Além de acender velas no altar, os elementos comuns dentro da igreja incluem a exposição eucarística exposta para adoração, música cristã contemporânea, apresentação de intenções de oração e padres disponíveis para administrar o Sacramento da Reconciliação ou fornecer oração, apoio e conselho. Nightfever normalmente vai até tarde da noite.
Ao saírem, os participantes geralmente recebem itens para levar com eles. Em Nova York, são pequenos cartões agradecendo por terem vindo e citando Jeremias 29:1: “Pois eu sei os planos que tenho para vocês, diz o Senhor, planos para o seu bem e não para o mal, para dar-lhes um futuro e uma ter esperança." Em Dublin, os participantes também saíram com um versículo da Bíblia para refletir sobre e em Chicago eles receberam chocolate quente.
Um organizador na Grã-Bretanha descreve Nightfever como "um abridor de portas. Para aqueles que já tiveram fé em Deus, esperamos que sejam renovados por meio de sua experiência no St Patrick's. Para aqueles que nunca encontraram Cristo, esperamos que este seja um momento de encontro fecundo.”  Os eventos geralmente contam com a participação de centenas e até milhares de pessoas.

## Locais
Nightfever ocorre nas igrejas católicas do centro da cidade.
- Grã Bretanha
  - Londres, Igreja de São Patrício, Praça Soho
  - Oxford, Blackfriars
  - Gosport, Igreja RC de Santa Maria
  - Manchester, Igreja do Santo Nome
  - Liverpool, Santuário do Santíssimo Sacramento
  - Sheffield, Catedral de Santa Maria
  - Leeds, Catedral de St Anne
- Escócia
  - Glasgow, Igreja de St Aloysius
  - Edimburgo, Sociedade Católica da Universidade de Edimburgo
  - Dundee, Catedral de Santo André
- Bélgica
  - Bruxelas, Igreja de São Croix
  - Liege, Igreja de St Jean
  - Leuven, Capela de Santo Antônio
- Canadá
  - Halifax, Basílica de Santa Maria
  - Hamilton, Igreja Católica dos Mártires Canadenses
  - Kingston, Catedral de Santa Maria
- Alemanha:
  - Aachen, St. Foillan
  - Augsburg, Dom Unserer Lieben Frau
  - Berlim, São Bonifácio
  - Bonn, São Remigius
  - Düsseldorf, St. Lambertus
  - Duisburg, Liebfrauenkirche
  - Erfurt, Lorenzkirche
  - Frankfurt, Frankfurter Dom
  - Freiburg, St. Martin
  - Fulda, Heilig-Geist-Kirche
  - Füssen, Krippkirche St. Nikolaus
  - Gummersbach, St. Franziskus
  - Heidelberg, St. Anna
  - Höhr-Grenzhausen, São Pedro e Paulo
  - Jena, São João Batista
  - Köln, Kölner Dom
  - Mainz, Augustinerkirche
  - Munique, São Pedro
  - Münster, St. Lamberti
  - Nürnberg, Santa Elisabete
  - Paderborn, Marktkirche
  - Regensburg, St. Johann
  - Saarbrücken, Basilika St. Johann
  - Trier, St. Gangolf
  - Würzburg, Karmelitenkloster Würzburg Maria Magdalena
  - Wuppertal, St. Laurentius
- Áustria
  - Graz, Franziskanerkloster
  - Wien, Wiener Minoritenkirche
- Suíça:
  - Basel, Clarakirche
- Dinamarca
  - Copenhague, St. Ansgars
- Países Baixos
  - Oldenzaal, São Plechelmus-Basilika
- Os Estados Unidos da América
  - Catedral do Santo Nome, Chicago
  - Catedral de St. Louis, Nova Orleans, LA[3]
- México
  - Querétaro, San Jose de Gracia
  - Ciudad de México
- Hungria
  - São Miguel, Centro